# Edeltrauda Jerominek
Edeltrauda Jerominek (ur. 1942 w Rokitnicy, zm. 1999) – polska malarka samouk.

## Życiorys
Ukończyła szkołę gastronomiczną. W 1961 roku wyszła za mąż (jej mąż był górnikiem) i zamieszkała w Bytomiu. Zajmowała się prowadzeniem domu i wychowaniem dzieci. Malarstwem zajęła się, gdy jej córka Monika w szkole podstawowej ujawniła talent plastyczny i razem zaczęły uczęszczać na zajęcia plastyczne odbywające się w bytomskim domu kultury „Sezam”.
Najczęściej malowała martwe natury z kwiatami oraz górnośląskie pejzaże prezentujące codzienność mieszańców Bytomia, Piekar Śląskich czy Rudy Śląskiej.
Jej prace znajdują się między innymi w zbiorach Muzem Śląskiego (Bazylika w Piekarach, Boczna ulica, Bytom, Kościół Świętej Trójcy, Huta, Kawiarenka, Kwiaty, Miasto nocą, Panorama Piekar, Panorama Śląska, Robota, Skarbnik, Skarbnik (II), Słonko w kopalni, Ulica, Widok z okna. W 2010 roku w Galerii Sztuki Pogranicza Muzeum Śląskiego miała miejsce wystawa pt. „Byłam tu. Liryczny zapis Śląska w obrazach Edeltraudy Jerominek”.